# Federico Veiroj
Federico Veiroj (Montevideo, 1976) es un director, guionista y productor de cine, conocido por dirigir los largometrajes Acné —su ópera prima en largometrajes, nominada a mejor película iberoamericana en la 23.ª edición de los Premios Goya— y La vida útil. Es egresado de la Licenciatura de Comunicación de la Universidad Católica del Uruguay.
En 2010 recibió el premio Fraternidad, otorgado por B'nai B'rith Uruguay.

## Filmografía

### Como productor y director
- 2019: Así habló el cambista
- 2018: Belmonte
- 2015: El apóstata
- 2013: Primera persona (serie documental televisiva)
- 2010: La vida útil
- 2008: Acné
- 2004: Bregman, el siguiente (cortometraje)
- 2003: 50 años de Cinemateca Uruguaya (corto documental)

### Como guionista
- 2019: Asi hablo el cambista
- 2018: Belmonte
- 2015: El apóstata
- 2010: La vida útil
- 2008: Acné
- 2004: Bregman, el siguiente

### Como actor
- 2009: Hiroshima
- 2005: Sofía (cortometraje)
- 2001: 25 Watts
- 2000: Nico & Parker (cortometraje)
- 1996: Víctor y los elegidos (cortometraje)

## Premios y distinciones
Festival Internacional de Cine de San Sebastián
| Año  | Categoría                                 | Película     | Resultado |
| ---- | ----------------------------------------- | ------------ | --------- |
| 2009 | Premios Cine en Construcción              | La vida útil | Ganador   |
| 2010 | Premio Nuevos Directores-Mención especial | La vida útil | Ganador   |
| 2015 | Premio FIPRESCI                           | El apóstata  | Ganador   |